# بربیس بلانی
 بربیس بلانی (انگلیسی: Brebis Bleaney؛ زاده ۶ ژوئن ۱۹۱۵ درگذشته ۴ نوامبر ۲۰۰۶) یک دانشمند اهل بریتانیا بود. 